# Djihadisme
Cet article traite du « djihadisme », une doctrine contemporaine prônant l'usage de la violence à des fins politico-religieuses ; ne doit pas être confondu avec le « djihad » (notion dont il dérive et qu'il recoupe partiellement), concept historique et religieux qui ne prône pas nécessairement la violence.

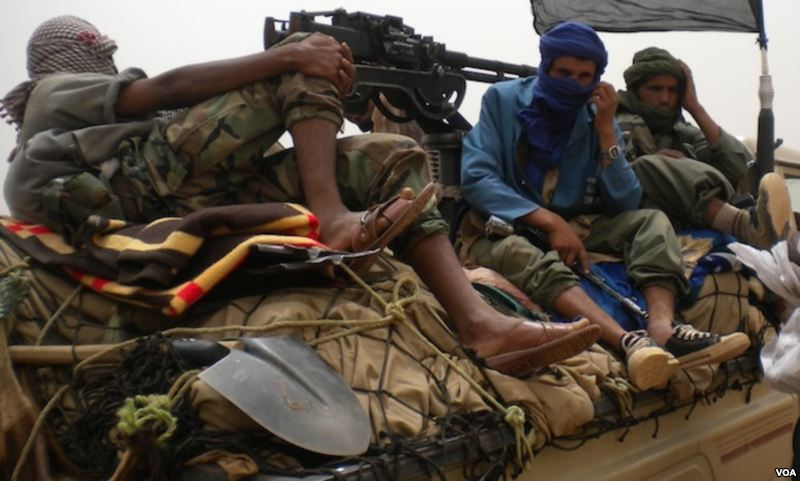
Membres du groupe djihadiste Ansar Dine au Mali en 2012.

Le djihadisme ou jihadisme /d͡ʒiadism/ est une idéologie politique et religieuse islamiste qui prône l'utilisation de la violence afin d'instaurer un État islamique ou de rétablir un califat. Le mot est un néologisme dérivé du terme « djihad » (arabe : سلفية جهادية, salafisme jihadiste), ce qui ne signifie pas pour autant que le djihad, élément important, renvoie nécessairement à la violence ou à la guerre. En revanche, le djihadisme, lui, est clairement lié à l'action violente, d'où l'utilisation fréquente de l'expression « terrorisme djihadiste ». Le mot lui-même apparaît dans les années 1980 et prend son essor au tournant du XXIe siècle, après les attentats du 11-Septembre, pour désigner certaines formes de terrorisme islamiste.
Le djihadisme moderne naît dans les années 1980, au cours de la guerre d'Afghanistan. Dans le contexte de ce conflit, se détache notamment la figure d'Abdallah Azzam, considéré comme le père fondateur du djihadisme. À partir des années 1980 et 1990 apparaît le salafisme djihadiste, qui a ses racines chez des penseurs islamistes radicaux comme Abou Qatada, Sayyid Qutb, Abou Moussab al-Souri ou Abou Mohammed al-Maqdisi, Sulayman Al Alwan (dont les djihadistes de Daesh s’inspirent) et qui s'étend à l'ensemble du monde musulman pour devenir le principal courant du djihadisme. Au début du XXIe siècle, des organisations terroristes islamistes comme Al-Qaïda, l'État islamique ou Boko Haram, se réclament du salafisme djihadiste. Le djihadisme est ainsi devenu l'un des facteurs les plus structurants de la géopolitique du Moyen-Orient au XXIe siècle.
La définition du djihadisme varie cependant selon les spécialistes, ce terme renvoyant pour certains uniquement au salafisme djihadiste, tandis que d'autres l'appliquent à des mouvements non salafistes, notamment chiites,.

## Définition
Pour Jarret Brachman (en), « jihadisme » renvoie au courant de la pensée extrémiste islamiste qui demande l'utilisation de la violence de façon à chasser toute influence non-islamique des territoires traditionnellement musulmans, ceci pour établir une gouvernance véritablement islamiste fondée sur la charia. Selon Brachman toujours, ce terme est « maladroit et controversé » parce qu'il vient du mot « jihad » qui, pour la plupart des musulmans, renvoie à un travail spirituel sur soi-même et se trouve ainsi être un des fondements d'une vie pieuse. Toutefois (et c'est là que « jihadisme » trouve son origine), il peut aussi se réfèrer à la nécessité de faire la guerre pour défendre l'islam.
Le premier principe du djihadisme est qu'il existe un complot pour détruire l'Islam et que les pays conspirateurs sont les pays chrétiens « croisés » et leurs alliés juifs et sionistes d'Israël. Pour le théoricien koweïtien du djihadisme Hamid al-Ali (en), il faut ajouter à ces ennemis de l'islam, les chiites.
Le mot « jihadisme » a été adopté dans le monde islamique comme la moins mauvaise option pour désigner les groupes comme Al-Qaïda qui ont un intérêt exclusif pour le côté violent du jihad. Le terme est utilisé par les médias arabes et aussi par les milieux du contre-terrorisme où il désigne, même si le terme est problématique, ceux des musulmans sunnites qui utilisent la violence pour poursuivre leurs buts politiques universalistes. Pour autant, le djihadisme est loin d'être un mouvement uni. Il est même parcouru de multiples fractures. Des questions telles le renversement de régimes islamiques, le droit de tuer d'autres musulmans et l'attitude vis-à-vis du chiisme sont sujettes à des considérations de partage du pouvoir. On trouve différentes thèses sur l'origine de l'idéologie jihadiste.
Pour le juge antiterroriste David Benichou, le djihadisme a ses racines dans le Coran et les hadîths. À l'inverse, les historiennes Ladan Boroumand et Roya Boroumand estiment que la source de l'idéologie des jihadistes n'est pas le Coran mais le léninisme, le fascisme et les courants totalitaires du XXe siècle.
De son côté, le sociologue Farhad Khosrokhavar, directeur d'études à l'EHESS, voit dans le djihadisme « l'idéologie totalitaire la plus élaborée depuis le communisme et le nazisme » et relève que certains jihadistes peuvent même être chiites. Selon lui, « les idéologues [jihadistes] intègrent les idées extrémistes occidentales, notamment de l’extrême gauche et de l’extrême droite et présentent une version de l’islam qui tente de briser le tabou de la « sécularisation irréversible » ».
Enfin, aux yeux d'Olivier Roy, les djihadistes sont avant tout fascinés par la radicalité et la violence, et non pas par l'islam en tant que tel : car l'attentat-suicide est la finalité par excellence de leur action alors que le salafisme condamne le suicide. Une telle dimension nihiliste, que l'on trouve au cœur de ce projet, est le signe pour Olivier Roy que l'on a affaire à ce qu'il appelle une "islamisation de la radicalité", à savoir une révolte, une radicalité extrême qui épouse des discours apocalyptiques, comme celui de Daech, et qui emprunte les formes de ces discours, tout en n'ayant à voir avec une "radicalisation de l'islam", conception défendue, elle, par Gilles Kepel, autre spécialiste de l'Ilam.

## Idéologie et histoire du mouvement

### Fondements idéologiques
Si les analyses des bases idéologiques du djihadisme varient, on retrouve régulièrement la pensée de l'Égyptien Sayyid Qutb comme un des piliers du djihadisme.
Pour Antoine Sfeir, le djihadisme est né au cours de la guerre menée par les Soviétiques en Afghanistan durant les années 1980. Il est le fruit de la synthèse entre le courant traditionaliste wahhabite et la stratégie des Frères musulmans. Il suit une « ligne révolutionnaire, base intellectuelle du terrorisme et des opérations suicide, encourageant des actions violentes contre les Occidentaux », fondée sur la pensée du Frère musulman égyptien Sayyid Qutb et celle de l'écrivain jordano-palestinien Abu Muhammad al-Maqdisi, et obligeant d'affronter ceux « qui oppriment les musulmans pieux », qu'ils soient musulmans ou non. Saïd Qotb exalte tout particulièrement la lutte contre les Juifs : « Les juifs devinrent les ennemis de l'islam dès qu'un État musulman fut établi à Médine. Ils complotèrent contre la communauté musulmane dès que celle-ci fut créée (…) Cette âpre guerre que les juifs nous ont déclarée (…) dure sans interruption depuis quatorze siècles et enflamme, encore maintenant, la terre jusqu'en ses confins. ».
Pour Anne-Clémentine Larroque, maître de conférences à Sciences Po en Questions internationales, le djihadisme n'est pas « consubstantiel à la religion ». Bien que le Coran mentionne textuellement le jihad, « le djihadisme est un mouvement contemporain qui puise ses racines dans les thèses de deux grands idéologues » : « la pensée de Sayyid Qutb (1906-1966), militant des Frères musulmans qui lutta activement contre l'État de Nasser jugé « mécréant » car ne respectant pas la loi coranique et théorisa dans les années 1960 le retour à un islam politique où le jihad prend une place centrale » et « la pensée de Abul Ala Maududi (1903-1979) théologien fondamentaliste pakistanais qui à la même époque pense et encourage la lutte pour la création d'un État islamique pakistanais. Ses thèses seront suivies par les Talibans : il prône un retour au jihad global ».
Pour l'universitaire Stéphane Lacroix, « le djihadisme a une généalogie distincte du salafisme et du wahhabisme. Il s'inscrit plutôt à l'origine dans l'héritage intellectuel des mouvements islamistes modernes, qui naissent en Égypte en 1928 avec la création des Frères musulmans ». Selon lui, le djihadisme naît en particulier sous la plume de Sayyid Qutb dans les années 1950-1960 comme « une variante révolutionnaire de l'islamisme », et « ce n'est donc que dans les années 1990, sous la plume d'idéologues religieux comme Abou Qatada ou Abou Muhammad al-Maqdisi, d'origine palestinienne, que le discours djihadiste se salafise », cette dynamique voyant son « aboutissement » avec l'avènement de l'État islamique. Il souligne que « ceux qui fixaient la doctrine djihadiste » étaient en majorité égyptiens, syriens et palestiniens.
Les jihadistes prônent la lutte armée non seulement pour libérer les pays musulmans de l'occupation étrangère mais aussi pour chasser les régimes jugés impies. Aujourd'hui, Al-Qaïda, les Talibans et l'organisation État islamique (souvent nommée aussi « Daech ») en sont des représentants.

### Jalons historiques
Certaines actions jihadistes ont été menées à l'échelle nationale, en Afghanistan, au Liban, en Tchétchénie, en Irak, en Palestine et en Algérie ; d'autres à l'échelle mondiale, avec les attentats du 11 septembre et ceux de Bali en 2002, de Madrid en 2004, de Londres en 2005, de France en 2015 et de Belgique en 2016. D'autres encore ont visé l'Afghanistan, l'Arabie saoudite, l'Inde, l'Indonésie, l'Irak, Israël, la Jordanie, le Kénya, le Koweït, le Liban, le Maroc, l'Ouzbékistan, le Pakistan, la Russie, la Somalie, la Turquie et le Yémen. Boko Haram commet ses actes de terreur au Nigeria.
Pour Gilles Kepel, Al-Qaïda a été vaincue et maintenant, « c'est l'État islamique et sa culture qui mène le jeu ». L'islamologue estime que « Daech […] s'est infiltrée par les réseaux sociaux au cœur de l'Europe pour la détruire en déclenchant la guerre civile entre ses citoyens et résidents musulmans et non musulmans », et cela dans une optique takfiriste qui appelle à éliminer les « impies »; autrement dit, aux yeux des djihadistes de Daech, « soit on est musulman à leur manière, soit on mérite la mort ». Au-delà de ce passage d'Al-Qaïda à Daech, Gilles Kepel, s'appuyant notamment sur l'analyse de l'Appel à la résistance islamique mondiale d'Abou Moussab al-Souri, identifie trois « générations » dans le jihadisme contemporain, qui s'articulent selon une « dialectique du mouvement aux accents quasiment hégéliens ». Le premier moment — « l'affirmation » — correspond à la guerre victorieuse en Afghanistan, dont les tentatives d'extensions algérienne, égyptienne et bosniaque dans les années 1990 s'avèrent par contre être des échecs. Le second moment — la « négation » — correspond à Al-Qaïda, qui substitue « au djihad armé contre l'ennemi proche […] les actions spectaculaires contre l'ennemi lointain », avec notamment les attentats du 11 septembre 2001. Puis, face à ce modèle qui s'épuise assez vite, faute de pouvoir reproduire facilement des attentats d'une telle ampleur et mobiliser réellement les masses populaires, al-Souri appelle à passer au troisième moment — la « négation de la négation » ou son « dépassement » —, qui consiste cette fois à substituer à « l'organisation pyramidale d'Al-Qaida, dénuée d'implantation sociale, un djihadisme de proximité, selon un système réticulaire pénétrant par la base, et non plus le sommet, les sociétés ennemies à abattre. » Selon Gilles Kepel, cet Appel à la résistance de al-Souri, publié en janvier 2005, est mis en œuvre au cours de la décennie suivante en Europe, notamment en France. Kepel estime ainsi que les attentats islamistes perpétrés depuis l'affaire Merah en 2012, jusqu'à la Promenade des Anglais en 2016, en passant par le Bataclan et Charlie Hebdo en 2015 pour ne citer que les plus meurtriers, bien que distincts les uns des autres sous certains rapports, entrent néanmoins tous dans le cadre de ce « djihadisme de proximité ».
L'attentat contre Charlie Hebdo, le 7 janvier 2015 à Paris est revendiqué par un groupe djihadiste affilié à Al-Qaïda. Quant à celui contre un magasin Hyper Cacher de la porte de Vincennes, son auteur se présente comme lié à l'État islamique. Les attentats du 13 novembre 2015 à Saint-Denis et Paris et celui du 14 juillet 2016 à Nice sont aussi revendiqués par l'État islamique.
À partir de 2019, le terrorisme transnational se trouve dans une phase d'affaiblissement, qui se traduit par une fragmentation de la scène djihadiste en de nombreuses organisations de petite taille qui, en plus, se combattent les unes les autres. L'État islamique a en effet créé à partir de 2014 des organisations régionales en Afghanistan, en Libye, en Egypte, au Yémen, au Sahara, dans la zone du Sahel, dans le Caucase et même aux Philippines, élargissant ainsi sa zone d'opérations. Il a appelé ces groupements « provinces » (wilayat). La plupart du temps, ces groupements sont toutefois en concurrence avec des unités d’Al-Qaïda, de sorte qu'une nouvelle organisation d'envergure n'a pas pu se former.
En 2022, les djihadistes étaient particulièrement forts en Afghanistan, en Syrie et en Afrique. En août 2021, les Talibans, alliés à Al-Qaïda, remportaient dans l'Hindou Kouch, avec le retrait des États-Unis et de leurs alliés, une victoire sans précédent, toutefois relativisée par le fait que les Talibans s'opposaient férocement à l’antenne locale de l’EI, « Province Khorasan », qui continuait , en 2021/22, à perpétrer des attentats dévastateurs, empêchant une stabilisation de l'« Émirat islamique d'Afghanistan » mis en place par les Talibans. En Syrie, les groupes subsistants de l'État islamique, encore puissants, persistaient en 2022 à combattre clandestinement leurs nombreux ennemis. Dans le Nord-Ouest, l'autorité de libération du Levant (Hayat Tahrir al-Cham), alors alliée à Al-Qaïda, s'empara de la province d’Idleb, qui attirait des combattants du monde entier. La situation était encore plus dramatique au Mali et dans les pays voisins, où le mouvement djihadiste prenait de l'ampleur depuis 2012 et ne pouvait pas être contrecarré par une riposte concertée de la France, des États-Unis et d'autres pays. À cela venait s'ajouter une présence déjà bien établie des djihadistes en Somalie (Al-Chabab), au Nigeria (Boko Haram) et, plus récemment, dans d'autres régions au Sud du Sahara. C'est en Afrique comme nulle part ailleurs que les djihadistes ont pu étendre leurs zones d'opération et élargir le cercle de leurs partisans.
Avec le retrait des États-Unis de l'Afghanistan, l'Occident a réorienté son système de lutte contre le terrorisme. Comme le montre le retrait des troupes françaises du Mali en 2022, le temps des interventions de grande envergure dans le monde islamique est révolu. La présence de troupes des États-Unis en Irak et en Syrie a aussi souvent été remise en question. Dans plusieurs États (Yémen, Somalie, Niger), la lutte contre le terrorisme est poursuivie, toutefois par des campagnes engageant moins de personnel et de ressources et ayant recours à des drones et des personnels spécialisés, mais il est impossible de prédire si ces activités seront suffisantes pour empêcher un nouveau renforcement d'une ou de plusieurs organisations djihadistes.

### En France, campagne de communication contre le djihadisme
Peu de temps après les attentats de janvier 2015, le gouvernement français met en ligne un site internet ayant pour but de lutter contre la propagande djihadiste. Cette campagne s'appuie sur le site stop-djihadisme.gouv.fr et fait suite à une campagne menée par les États-Unis. Elle s'appuie notamment sur une vidéo, à la manière de la communication menée par les djihadistes. Le site internet informe les jeunes, parfois asociaux, du fait que sous couvert de gloire, en réalité les djihadistes cherchent à les conduire à la désolation, notamment au travers de la phrase : « Ils te disent : sacrifie-toi à nos côtés, tu défendras une juste cause. En réalité tu découvriras l'enfer sur terre et mourras seul loin de chez toi ». Le site web vise également à soutenir les familles dont les enfants sont incités à la radicalisation par les djihadistes, à l'insu des parents.

## Le djihadisme chiite
Le « djihadisme chiite » est une expression qui a surtout été employée depuis la guerre d'Irak pour désigner les groupes armés chiites opérant contre les forces de la coalition militaire en Irak, comme l'armée du Mahdi, Asaïb Ahl al-Haq, le Kataeb Hezbollah, l'Organisation Badr ou bien la Brigade du jour promis.
Romain Caillet, islamologue et spécialiste de la mouvance djihadiste mondiale, décrit le « djihadisme chiite » comme étant toujours d'actualité et comme étant une forme de terrorisme islamique mais d'inspiration chiite. Ainsi, lorsque l'on pense à un « djihadisme chiite », on rappellera toujours de l'attentat de la rue de Rennes en 1986 commis par le Hezbollah, l'attentat de Buenos Aires en 1994 ou même l’attentat à Beyrouth du Drakkar, en octobre 1983, qui se soldera par la mort de 58 soldats français. Cependant, beaucoup ont tendance à se rappeler ces événements du passé, alors que cette forme de terrorisme est toujours d'actualité. En 2012 par exemple, un attentat eut lieu à Bourgas en Bulgarie, qui visait des touristes israéliens et qui a fait en tout 7 morts et 32 blessés. Le Hezbollah et l'Iran furent désignés comme coupables, après l'arrestation de plusieurs suspects, et il s'est avéré que deux des terroristes étaient des membres du Hezbollah. À la suite de cet événement, plusieurs pays décidèrent de classer le Hezbollah comme un groupuscule terroriste.
Le « djihadisme chiite » prit un nouvel essor lors de la guerre civile syrienne en 2014, plusieurs milices chiites prenant part au combat aux côtés des forces de Bashar el-Assad, avec comme objectif principal la défense des lieux saints de l'islam chiite, comme le mausolée de Sayyida Zeinab, dans la banlieue sud de Damas. La montée de l'État islamique fut également un argument pour ces milices de se poser en protecteur de leurs lieux saints et de justifier une lutte anti-terroriste.

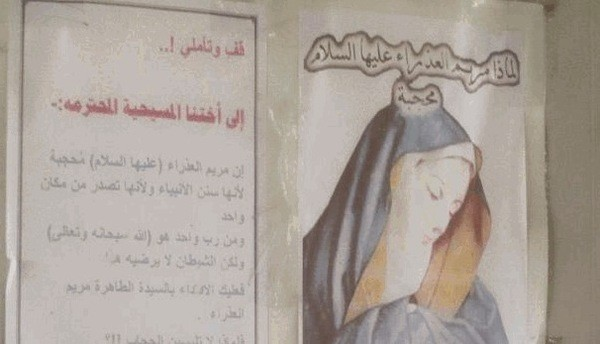
"Pourquoi la Vierge Marie (la paix soit sur elle) était voilée" / Exemple de placard affiché sur les maisons chrétiennes à Bagdad, appelant les femmes à porter le voile.

Ainsi, ce « djihadisme chiite » s'affirme de plus en plus au point de créer encore plus de sectarisme, particulièrement envers les sunnites qui subissent de plus en plus d'exactions de la part de ces milices qui réclament vengeance pour les chiites. Au sein des milices chiites, on retrouve une minorité de chrétiens, les miliciens prétendant en être les défenseurs de cette minorité également persécutée par les groupes dit « takfiristes » comme l'État Islamique ou Al-Qaïda. Pourtant en 2015, à Bagdad, des miliciens chiites avaient placardé des affiches sur les murs des églises et des maisons, sommant les chrétiennes de se couvrir la tête « comme le faisait la Vierge Marie », faute de quoi ils imposeraient cette mesure. Cette méthode rappelle presque celle de l'état islamique qui consistait à marquer de la lettre arabe « nūn » (pour « naṣârī », « nazaréens » c'est-à-dire « chrétiens ») les maisons des chrétiens à Mossoul. Une proposition des milices interdisant la vente d'alcool fut même proposée pour tout le territoire, limitant encore plus les libertés des minorités.
Selon Sabrina Mervin, chercheuse au CNRS et spécialiste du chiisme, le mot « djihadiste » peut être utilisé pour désigner des mouvements armés chiites — comme le Hezbollah — mais c'est un terme que ces mouvement emploient rarement pour se désigner eux-mêmes. Conscients de leur caractère minoritaire, les chiites considèrent toujours le djihad comme défensif.
Daniel Gerlach, orientaliste et journaliste allemand et spécialiste de l'Irak et de la Syrie, propose le terme « muqawamiste » (néologisme dérivé de l'arabe « muqawama » ar مقاومة pour « résistance ») pour qualifier certains des groupes armés chiites car, selon lui, le discours de la résistance détermine leurs idéologie et propagande davantage et plus que le djihad,.
Le foisonnement de textes et vidéos djihadistes peut conduire certains jeunes gens manquant d'esprit critique à se radicaliser en quelques rencontres ou à travers quelques lectures sur internet,. Et si cet endoctrinement s'inscrit dans l'empirisme et l'amateurisme, il est toujours violent.

## Adversaires
Dans le cadre de leur engagement à restaurer un État islamique appliquant la charia (loi islamique), les djihadistes sunnites s'opposent à toute forme de gouvernance laïque : qu'il s'agisse de la démocratie, du communisme ou du baasisme ainsi que de tout type d'ordre politique non musulman.

### Contre le baasisme

#### Syrie
L'opposition islamique sunnite au régime du parti Baas syrien s'est développée peu après le coup d'État de 1963 qui a transformé la Syrie en un État nationaliste, socialiste et laïc. Tout au long des années 1960, l'opposition a organisé des manifestations dans les villes et villages syriens, soutenues par des segments conservateurs de la société soutenus par les oulémas, contre la marginalisation socio-économique et les politiques laïques de l'élite du Baas. La branche syrienne des Frères musulmans est devenue la plus grande faction de l’opposition au cours de cette période. Après une série de purges internes, le général Hafez el-Assad est devenu le chef incontesté du parti Baas syrien et de l'État en 1970, et a établi une regimé centré sur la loyauté envers la famille el-Assad. La visibilité croissante de la domination alaouite et du favoritisme clanique a conduit à une montée du ressentiment et a finalement abouti aux soulèvements islamiques de 1976-1982. Le « Front islamique », une coalition d' organisations islamistes dirigée par les Frères musulmans syriens, a joué un rôle majeur dans la propagation des soulèvements dans toutes les villes syriennes et a déclaré le Jihad (guerre sainte) pour renverser le régime Baas. Al-Talia (L'Avant-garde combattante) dirigée par Adnan Uqlah était une organisation islamiste majeure qui a participé au Jihad. Les soulèvements ont été brutalement réprimés lors du massacre de Hama en 1982, qui a fait entre 20 000 et 40 000 morts.
Durant la rebellion syrienne de 2011, les Frères musulmans ont joué un rôle clé dans les manifestations anti-Assad aux côtés de l'opposition laïque et ont également exercé une influence au sein de l'Armée syrienne libre. Les volontaires étrangers ont commencé à entrer en Syrie en 2012 pour renverser le régime d’Assad et les djihadistes ont fait de grandes incursions dans les territoires contrôlés par le régime en 2013. Le Front Al-Nosra, branche syrienne d'Al-Qaïda, était l’une des plus grandes factions djihadistes de la guerre civile syrienne et a mené mené des attaques à grande échelle contre l’armée baathiste et les officiers du gouvernement lors de son insurrection entre 2012 et 2016.

#### Irak
Dès les années 1980, Oussama ben Laden, militant djihadiste saoudien et membre d'Al-Qaïda , a prononcé des sermons attaquant le président irakien Saddam Hussein, le condamnant comme apostat (une procédure connue sous le nom de takfir dans la jurisprudence islamique) et a dénoncé l'Irak baasiste comme un « régime athée » qui poursuivait des ambitions hégémoniques dans la région du Golfe. Selon la vision islamiste du monde de Ben Laden , « les socialistes sont des infidèles où qu'ils soient ». En 2003, les États-Unis ont envahi et occupé l'Irak, après avoir faussement accusé Saddam Hussein d'avoir des liens avec Al-Qaïda. Le ressentiment des sunnites face à leur marginalisation après la chute du régime baasiste a conduit à la montée des réseaux djihadistes dans la région, ce qui a abouti à l'insurrection menée par al-Qaïda en Irak.
La politique de débaasification initiée par le nouveau gouvernement a conduit à une augmentation du soutien aux djihadistes et les restes des baasistes irakiens ont commencé à s'allier à al-Qaïda dans leur lutte commune contre les États-Unis. Le journaliste de guerre en Irak George Packer écrit dans The Assassins' Gate :

« La guerre en Irak a prouvé la fausseté de certaines affirmations de l'administration Bush et en a rendu d'autres auto-réalisatrices. L'une d'elles était l'insistance sur un lien opérationnel entre l'Irak et Al-Qaïda... après la chute du régime, le La force idéologique la plus puissante derrière l'insurrection était l'Islam et son hostilité envers les intrus non islamiques. Certains anciens responsables baasistes ont même arrêté de boire et se sont mis à prier. L'insurrection a été appelée mukawama, ou résistance, avec des connotations de légitimité religieuse, ses combattants sont devenus des moudjahidines . saints guerriers, ils ont proclamé que leur mission était le jihad,. »

### Contre le communisme
Pendant la guerre soviéto-afghane dans les années 1980, les musulmans du monde entier ont été encouragés par les États du Golfe, l’Égypte, le Pakistan, le Maroc, la Jordanie et divers pays arabes pro-occidentaux à mener le jihad pour vaincre les envahisseurs communistes en Afghanistan. Les États-Unis et leurs alliés ont soutenu les révolutionnaires islamistes pour vaincre la menace posée par le « communisme impie », en fournissant aux moudjahidines afghans de l'argent, du matériel et de la formation. Des centaines de milliers de volontaires moudjahidines ont été recrutés dans divers pays, dont l'Égypte, le Pakistan et l'Arabie saoudite. Après le renversement du régime communiste et la dissolution de l'URSS , de nombreux djihadistes étrangers regroupés au sein des réseaux transnationaux de l'organisation Al-Qaïda ont commencé à considérer leur lutte comme faisant partie d'un « Jihad mondial », les poussant finalement à entrer en collision avec aux États-Unis dans les années 1990.

### Contre les islamistes chiites
Après le déclenchement de la rébellion syrienne en 2011, la rébellion contre le régime d'Assad s'est transformée en une guerre civile sectaire où les factions islamistes sunnites de l’insurrection se sont opposées aux milices chiites soutenues par l’Iran combattant aux côtés du régime. En Égypte, les Frères musulmans ont appelé au jihad contre le gouvernement syrien et ses alliés iraniens, accusant le Hezbollah de lancer une « guerre sectaire » en soutenant Bachar al-Assad. L’Arabie saoudite a également soutenu diverses factions djihadistes contre le régime d’Assad, considérant la lutte comme faisant partie de son conflit par procuration plus large avec l’Iran. Des combattants étrangers djihadistes sunnites ont convergé vers la Syrie depuis l’Arabie saoudite, Bahreïn, le Yémen, le Koweït, la Tunisie, la Libye, l’Égypte, le Maroc, ainsi que d’autres États arabes, la Tchétchénie, le Pakistan, l’Afghanistan et les pays occidentaux.

## Diffusion via internet
Si à l'origine le djihadisme s'adressait à un public essentiellement arabophone, avec la montée en puissance d'Internet, la propagande djihadiste se retrouve à présent également dans des langues comme le français, l'anglais, l'allemand ou l'espagnol. La puissance argumentative du djihadisme, et sa simplicité redoutable, se développe ainsi à travers une propagande multimédias. Cette démarche s'inscrit dans une volonté de mondialiser le djihadisme.
Fin 2011, le gouvernement américain note un début d’utilisation de Twitter par les mouvements djihadistes pour diffuser leurs actualités. Pour le spécialiste du djihadisme Romain Caillet, l'impunité est restée presque totale de début 2013, période à laquelle débute l'utilisation massive du réseau, à septembre 2014.
Pour lutter contre cette propagande, les premiers comptes parodiques francophones sont apparus sur Twitter à l’été 2014,, au moment de la diffusion par le nouveau califat autoproclamé des images de l’exécution du journaliste américain James Foley. Le but était de détourner la propagande terroriste en utilisant l'humour et la dérision comme moyens de résilience,, ce qui contribuait à déconstruire l'image mensongère d'un djihadiste invincible dans un califat idéal et à s'opposer à la violence des images.
En 2015, le collectif Anonymous lança l'opération #OpCharlieHebdo,, appelée #OpIceISIS côté anglophone, venue renforcer leur opération #OpISIS déjà existante, dans le but de geler la communication de l'organisation terroriste. Ces opérations ont été menées alors que peu d'actions publiques étaient mises en place contre la propagande djihadiste sur les réseaux sociaux,. À la suite de ces opérations, un collectif de citoyens français appelé Katiba des Narvalos s'est créé pour lutter contre ces activités en ligne, mais aussi infiltrer les réseaux cyber-djihadistes dans le but d'empêcher des attentats,.
Par la suite, Twitter annonce avoir supprimé 235 000 comptes au premier semestre 2016 puis 377 000 au second. Cette répression rend le réseau moins utilisé au profit notamment de Telegram.
En 2020, la propagande djihadiste sera retrouve aussi disséminée sur des messageries cryptées moins connues, comme Rocket.chat ou TamTam.

## Diffusion en Occident: quelques raisons
Les djihadistes européens ont souvent une très faible connaissance de la langue arabe. Leur endoctrinement se fait alors au travers de traductions approximatives de la propagande disponible sur internet.
Les motivations de cette radicalisation sont variées, elles peuvent notamment se développer pour des raisons sociales, culturelles, individuelles, familiales ou psychologiques. Entrent notamment en jeu, d'après des études internationales, une surestimation ou une sous-estimation de soi, la double aliénation des jeunes ne se sentant ni appartenir à leur pays de résidence, ni à celui de leurs origines familiales, l'âge, ou encore la victimisation. Interviennent aussi, d'après ces mêmes études, la recherche d'appartenance à une communauté, à une famille, une mauvaise gestion de la colère, ainsi que la dimension psychiatrique.
Les enfants d’immigrés sont intégrés culturellement à la société d’accueil mais ne le sont pas structurellement, car souvent discriminés aux plans de l’emploi et de l’habitat. Cette antinomie entre intégration culturelle et intégration structurelle peut inciter les plus frustrés à la violence.
Le djihadisme bénéficie parfois d'un effet de mode, il peut apparaître romantique à une personne trop candide. La réalité est souvent moins glorieuse et plus sordide, et certains sont employés à des taches logistiques (par exemple enterrer les cadavres), d'autres peuvent être tués.
Pour Loïc Le Pape, anthropologue et chercheur associé à l'Institut d’ethnologie méditerranéenne, européenne et comparative :

« Cette forme d’engagement radical ne s’apparente ni à une conversion religieuse classique ni à un militantisme sectaire : elle allie la force du sentiment religieux à l’engagement politique et militaire. La soudaineté des trajectoires de radicalisation s’explique par la cohérence apparente d’un système de pensée composé de bric et de broc. Si l’État islamique tente de mettre en place une lecture théologique de la violence politique, ceux qui s’en revendiquent ne vont pas aussi loin. Les jeunes convertis à l’EI se basent sur une lecture réductrice et violente des préceptes de l’islam et allient des croyances millénaristes et apocalyptiques à une vision conspirationniste (les juifs, l’Occident, les Illuminati) qu’ils combinent à une histoire géopolitique grossière. Ramener le radicalisme à une simple histoire de religion est donc aussi hasardeux que de considérer que celle-ci n’en constitue pas l’un des déterminismes. »

### Articles en ligne
- Ariane Bonzon, « L’univers impitoyable des experts en islam », Slate, 6 mars 2016.
- Olivier Roy, « Olivier Roy : « Le djihadisme est une révolte générationnelle et nihiliste » », Le Monde, 24 novembre 2015.
- François Burgat, « Réponse à Olivier Roy : les non-dits de « l’islamisation de la radicalité » », L'Obs avec Rue 89, 1er décembre 2015.
- Romain Caillet, « Introduction à la jihadologie », sur terrorisme.net, 29 janvier 2016.
- Gilles Kepel et Bernard Rougier, « «Radicalisations» et «islamophobie» : le roi est nu », Libération, 14 mars 2016.
- Alain Bertho, « De la rage sans espoir au martyre : penser la complexité du jihadisme », Libération, 24 mars 2016.
- Nicolas Delesalle, « Comment devient-on djihadiste ? (1/2), par Scott Atran, anthropologue », Télérama, 7 avril 2016.
- Nicolas Delesalle, « Comment devient-on djihadiste ? (2/2), par Scott Atran et Nafees Hamid, chercheurs », Télérama, 8 avril 2016.
- Cécile Daumas, « Olivier Roy et Gilles Kepel, querelle française sur le jihadisme », Libération, 14 avril 2016.
- Pierre Alonso, « La jihadologie, une matière explosive », Libération, 14 avril 2016.
- « Il n’y a pas de djihadiste type », Le Monde, 16 avril 2016.
- Camille Malnory, « Non, les djihadistes ne cherchent pas forcément à fuir une vie difficile », Slate, 18 août 2016.
- Catherine Calvet et Anastasia Vécrin, « Gabriel Martinez-Gros «La violence de Daech se nourrit de notre désarmement» », Libération, 13 septembre 2016.
- [vidéo] « Marc Sageman : "Il n’y a pas de profil objectif de djihadiste" », France 24, 27 septembre 2016.
- [vidéo] « François Burgat: «La violence dite islamique ne vient pas de l’islam» », Mediapart, 10 octobre 2016.
- « Le radicalisme islamiste, objet d’une guerre d’universitaires »(Archive.org • Wikiwix • Archive.is • Google • Que faire ?), sur liberation.fr, 18 novembre 2016.
- Géraldine Casutt et Hugo Micheron, « Le djihadisme tend à se structurer durablement en France comme mouvement social », Le Monde, 21 février 2017.
- Antoine Hasday, « Le califat numérique : un an au cœur de la « djihadosphère » », VICE, 4 septembre 2017.
- Jean-Manuel Escarnot, « Xavier Crettiez : «Les jihadistes sont des guerriers politiques» », Libération, 13 novembre 2017.

### Reportages
- Sofia Amara, Passe ton Djihad d’abord, Canal + (Mag, L’Effet papillon, 10 min), 2009